# Pseudoniphargus inconditus
Pseudoniphargus inconditus is een vlokreeftensoort uit de familie van de Allocrangonyctidae. De wetenschappelijke naam van de soort is voor het eerst geldig gepubliceerd in 1989 door Karaman & Ruffo.